# 準王
準王（じゅんおう）または箕準（きじゅん、生没年不詳）は、箕子朝鮮の第41代の王（在位：紀元前220年 - 紀元前195年）。『三国遺事』に記述がみえる王である。

## 概要
燕から亡命した衛満をかくまっていたが、衛満が我ら亡命者が朝鮮を護ると準王にとりいり、朝鮮西部に亡命者コロニーを造った。そして、漢（前漢）が攻めてきたので準王を護るという偽りの口実で、王都に乗りこんできた。準王と衛満の間で戦になったが、『魏略』は「準は満と戦ったが、勝負にならなかった」と記している。その結果、衛満に国を簒奪された（衛氏朝鮮）。
準王は、衛満に王権を簒奪されると、南走して辰国へと逃亡し、「韓王」として自立した。

## 史料
箕氏の系図を図示すると、「箕詡→箕煜→箕釈→箕潤→箕否→箕準」となり、箕詡の時に番朝鮮王となる。真韓・番韓の二韓は燕の侵攻に困っており、それを救ったのが箕詡である。箕詡は須臾人といい、箕子朝鮮人であり、韓人ではない。箕子朝鮮の箕詡が番韓を併合して番朝鮮王となる。
箕詡は軍を番韓に入れ、そこに拠り、番朝鮮王を称したとあり、箕詡は番韓を侵略して王になった。箕詡は箕子朝鮮の後裔であり、箕子朝鮮が番韓を併合して番朝鮮を称した。箕詡が番韓を併せて番朝鮮を樹立したのは紀元前323年である。紀元前194年、箕準は燕の亡命者である衛満に編され、伐たれて、韓地へ逃げ、番朝鮮は滅亡する。

## 考証
衛満に倒された箕子朝鮮の王・準王が南の馬韓に逃れ、「馬韓王」になったという記録がある。
『魏志』韓条に「侯準が王と称したが、燕国の亡人衛満に攻撃を受け国を脱した。彼は左右将軍と宮人を連れて、海を越えて韓に住み着き自ら韓王と称した。魏略に曰く、彼の子孫は国に残ってそのまま韓氏姓を使用した。準は海外で王となって以降、朝鮮と往来しなかった。その後、絶滅してしまったが、今、韓人の中にはなお彼の祭祀を信奉する人がいる」と記録されている。準王一派が朝鮮半島に南下したのは、衛満の箕子朝鮮攻奪にはじまるため、紀元前194年から紀元前180年の間である。朝鮮から海を越え「韓王」と称したが、「韓」は南部朝鮮半島であり、三韓前期の中心地である中西部である。新文物を備えた準王一派は、南部朝鮮半島に物質文化の変動を引き起こし、物質文化の波及経路は海路に沿ってなされた傾向をみせる。物質文化は、銅鏡は粗文鏡から細文鏡に発達し、青銅器は異形青銅器・銅鈴などの儀器から銅矛・銅戈のような武器や銅斧・銅鑿・銅ヤリガンナのような実用品に転換した。その後朝鮮半島に鉄器が初現し、青銅実用具は漸次、鉄器に代替される。鉄器文化の初現は移住民の準王一派の南下によって登場した。『魏志』東夷伝によると、準王は「韓王」を称したが、準王一派が南下し、馬韓を攻撃し、国を建てた可能性や権力基盤を得るために馬韓諸国と局地的な戦闘を行った可能性があるが、移住民が馬韓の文化を破壊したり、代替する現象はみられないため、馬韓全体についての討伐を敢行する意志はなかったとみられる。準王が一派を為すほどの巨大な勢力が海を越えてきたのであれば、相当規模の海上船団を率いた可能性が高く、海上船団を利用し、朝鮮半島南部海岸一帯の文化を変化させた。朝鮮式銅剣文化と新鉄器文化に代表される三韓文化は海路に沿って湖西 - 湖南を経て移動した。忠州虎岩洞遺跡1号積石木棺墓において、細形銅剣7点、多鈕細文鏡破鏡1点、銅斧・銅鑿・銅ヤリガンナの組み合わせが出土したが、この文化様相は馬韓の特徴的青銅器の組み合わせであるため、朝鮮半島南部内陸まで馬韓の文化要素が確認できる。一方、準王一派が保有する多鈕細文鏡と鉄器文化がみられないため、文化伝播経路から辰韓と弁韓に該当する嶺南海岸一帯は排除され、『魏志』東夷伝に「準王一派が絶滅した」という記事から推測して、準王一派は馬韓に一次的に定着したものであり、その後同化したと判断される。

## 主要年表
- 紀元前323年 - 箕詡即位。番朝鮮を樹立。
- 紀元前315年 - 箕煜即位。
- 紀元前290年 - 箕釈即位。紀元前284年、燕の侵略を受け千里退く。
- 紀元前251年 - 箕潤即位。
- 紀元前231年 - 箕否即位。
- 紀元前221年 - 箕準即位。紀元前194年、衛満に伐たれて亡ぶ。

箕詡は「始め番汗城に居す」とある。『魏略』には「至満番汗為界」とあり、番汗城は満番汗のこととみられ、『契丹古伝』には曼灌幹城と書かれているが、碣石山から山海関の辺りにかけての地域とみられる。箕詡は番朝鮮を樹立した後も箕子が封じられたところに住み続けている。紀元前284年になると、燕の秦開の攻撃を受けて、「東胡は千余里谷郤く」とある。東胡とは箕子朝鮮であり、番朝鮮のことである。『契丹古伝』には「殷」と書かれている。箕釈は燕の秦開に追われて千里退き、新しい居住地は大凌河の東の医巫閭山付近の真番朝鮮である。

## 子孫
百済の官吏である答㶱春初は、準王の子孫にあたる。準王の孫の時に百済に帰化していた殷人である。